# Jaebetz
Jaebetz là một đô thị tại huyện Müritz, bang Mecklenburg-Vorpommern, miền bắc nước Đức.